# 1902 na política

## Eventos
- Práxedes Mateo Sagasta Escolar torna-se presidente do governo de Espanha.
- Francisco Silvela y le Vielleuze substitui Práxedes Mateo Sagasta Escolar como presidente do governo de Espanha.

## Nascimentos
| Data           | Nome                   | Profissão                                         | Nacionalidade       | Observações               | Ref   |
| -------------- | ---------------------- | ------------------------------------------------- | ------------------- | ------------------------- | ----- |
| 31 de janeiro  | Alva Myrdal            | diplomata                                         | Suécia              | m. 1986 Nobel da Paz 1982 | [ 1 ] |
| 12 de setembro | Juscelino Kubitschek   | médico e político                                 | Brasil              | m. 1976                   |       |
| 3 de outubro   | Costa e Silva          | 30º Presidente do Brasil                          | Brasil              | m. 1969                   |       |
| ??             | José Loureiro da Silva | prefeito de Porto Alegre em 1937-1943 e 1960-1963 | Brasil              | m. 1964                   |       |
| ??             | Jigme Wangchuck        | Marajá do Reino do Butão                          | Reino Unido (Butão) | m. 1952                   |       |

## Mortes
| Data            | Nome                  | Profissão                                                                                       | Nacionalidade | Observações | Ref |
| --------------- | --------------------- | ----------------------------------------------------------------------------------------------- | ------------- | ----------- | --- |
| 26 de fevereiro | Baptista de Andrade   | oficial da Marinha Portuguesa e Governador-Geral de Angola                                      | Portugal      | n. 1811     |     |
| 15 de março     | Custódio José de Melo | militar, ministro da Marinha, da Guerra e ministro interino das Relações Exteriores brasileiras | Brasil        | n. 1840     |     |
| 3 de dezembro   | Prudente de Morais    | terceiro presidente do Brasil                                                                   | Brasil        | n. 1841     |     |